# Marlène (film)
Pour les articles homonymes, voir Marlène.
Pour plus de détails, voir Fiche technique et Distribution.
Marlène est un film français réalisé par Pierre de Hérain et sorti en 1949.

## Fiche technique
- Titre : Marlène
- Réalisation : Pierre de Hérain
- Scénario : Jean-Paul Le Chanois
- Dialogues : Norbert Carbonnaux
- Photographie : André Germain
- Son : Antoine Petitjean
- Décors : Paul-Louis Boutié
- Montage : Henriette Wurtzer
- Musique : Francis Lopez
- Société de production : Union des distributeurs indépendants de films
- Société de distribution : Compagnie française de distribution cinématographique
- Tournage : du 10 décembre 1948 au 24 janvier 1949
- Format : Son mono - Noir et blanc - 35 mm  - 1,37:1
- Durée : 100 minutes
- Date de sortie : 
  - France - 2 septembre 1949

## Distribution
- Tino Rossi : Manuel Ceccaldi
- Micheline Francey : Marie-Hélène
- Raymond Bussières : Harris
- André Valmy : Laurin
- Lily Fayol : Suzy
- José Artur : La Puce
- Paul Azaïs : le barman
- Michel Barbey : Michel
- Pauline Carton : la vieille dame
- Mathilde Casadesus : Betty
- Jacques Castelot : Breteville
- Jean Mercure : un gangster
- René Lacourt : le pépiniériste
- Francis Lopez : le pianiste
- Robert Lussac : le commissaire
- Julien Maffre : un Corse
- Marcelle Monthil : la mère